# Triyoduro de boro
El triyoduro de boro es un compuesto químico de boro y yodo con fórmula química BI3 . Tiene una geometría molecular trigonal plana .

## Preparación
El triyoduro de boro puede prepararse mediante la reacción del boro con yodo a 209,5 °C o 409,1 °F, o haciendo reaccionar ácido hidróyodico con tricloruro de boro.
3HI + BCl
3  →  BI
3 + 3HCl (Esta reacción requiere una temperatura elevada.)
Otro método es hacer reaccionar el borohidruro de litio con yodo. Además del triyoduro de boro, esta reacción también produce yoduro de litio, hidrógeno y yoduro de hidrógeno : 
3LiBH
4 + 8I
2  →  3LiI + 3BI
3 + 4H
2 + 4HI

## Propiedades
En estado puro, el triyoduro de boro forma cristales incoloros, aunque pueden presentar un ligero tono rojizo, que son brillantes, sensibles al aire y a la hidrólisis, y tienen una estructura cristalina hexagonal (a = 699,09 ± 0,02 pm, c = 736,42 ± 0,03 pm, grupo espacial P63/m (grupo espacial n.º 176)). El triyoduro de boro es un ácido de Lewis fuerte y soluble en disulfuro de carbono. 
El triyoduro de boro reacciona con el agua y se descompone en ácido bórico y ácido yodhídrico:
BI
3 + 3H
2O  ⇌  B(OH)
3 + 3HI
Su constante dieléctrica es 5,38 y su calor de vaporización es 40,5 kJ/mol. A presiones extremadamente altas, el B 3 se vuelve metálico a ~23 GPa y es un superconductor por encima de ~27 GPa. 

## Aplicaciones
El triyoduro de boro se puede utilizar para producir otros compuestos químicos y como catalizador (por ejemplo en la licuefacción del carbón ). 